# Takeo Kurita
Takeo Kurita (栗田 健男, Kurita Takeo), né le 28 avril 1889 et mort le 19 décembre 1977, est un vice-amiral de la Marine impériale japonaise qui a exercé plusieurs commandements importants au cours de la guerre du Pacifique. Il a commandé notamment, fin octobre 1944, une puissante Force, cinq cuirassés, dont les deux cuirassés géants Musashi et Yamato, et dix croiseurs lourds, au cours des batailles de la mer de Sibuyan et au large de Samar, les deux dans le cadre de la grande Bataille du golfe de Leyte à l'est des Philippines, où sa décision de ne pas pousser un avantage indéniable a contribué à la défaite japonaise, décision qui n'a finalement jamais été expliquée.

## Carrière

### Avant la guerre du Pacifique
Diplômé, en 1910, de l'Académie navale impériale du Japon d'Etajima (en) dans la 38e promotion, classé 28e sur 148 élèves, il embarque comme midship (Shōi Kōhosei), sur les croiseurs protégés Kasagi et Niitaka. Nommé enseigne de 2e classe (Shōi), fin 1911, il sert sur la canonnière Tatsuta (en), il suit les premiers cours de l'École de torpillage et de l'École de canonnage et est promu enseigne de 1re classe (Chūi) fin 1913. Il sert alors sur le cuirassé pré-dreadnought Satsuma, puis sur le destroyer Sakaki et le croiseur cuirassé Iwate. Promu lieutenant de vaisseau (Daii) fin 1916, il sert sur le croiseur protégé Tone (en), sur le destroyer Kaba. Il suit les premiers cours de l'École de Guerre navale, et les cours avancés de l'École de Torpillage. Il sert sur le destroyer Minekaze, puis à l'état-major de la 5e Escadre. À partir de 1920, il embarque sur les destroyers Yakaze et Hakaze. Ses premiers commandements, après 1920, sont les destroyers Shigure, et Oite. Il rejoint l'état-major de la 4e Escadre, puis enseigne à l'École de Torpillage. Promu capitaine de corvette (Shōsa) en 1922, il commande les destroyers Wakatake (ex-DD-2), Hagi, Hamakaze. Promu capitaine de frégate (Chūsa) en 1927, il commande le destroyer Urakaze, enseigne à l'École de Torpillage, puis commande les 25e et 10e groupes de destroyers. Promu capitaine de vaisseau (Daisa) en 1932, il commande le 12e groupe de destroyers. En 1934, il reçoit le commandement du croiseur Abukuma, puis dirige l'École du torpillage. Après 1937, il commande le Kongō après sa reconstruction en cuirassé rapide. Promu contre-amiral, en novembre 1938, il reçoit le commandement de la 1re Division, puis de la 4e Division de Destroyers en 1939, et en novembre 1940, il met sa marque sur le croiseur Kumano, comme commandant de la 7e Division de croiseurs, constituée des croiseurs de la classe Mogami, et rattachée à la 4e Flotte du vice-amiral Inoue, responsable du secteur des Mers du Sud.

### À la tête de la7edivision de croiseurs, en mer de Java et à Midway

#### Pendant l'offensive japonaise en Asie du Sud-Est
Opérant à partir de l'Indochine française, la 7e division participe brièvement à la recherche des HMS Prince of Wales et Repulse (10 décembre 1941), et à la couverture des débarquements en Malaisie, à Bornéo, aux Indes orientales néerlandaises. Le contre-amiral Kurita conduit la 7e Division lorsqu'elle prend part à la bataille du détroit de la Sonde (28 février-1er mars 1942), où les croiseurs Mogami et Mikuma ont contribué à la destruction des croiseurs USS Houston et HMAS Perth, et à un raid conduit par le vice amiral Ozawa, dans les premiers jours d'avril 1942, au cours duquel vingt-trois navires de commerce, totalisant 135 000 tonneaux ont été capturés ou détruits dans le golfe du Bengale.

#### À la bataille de Midway

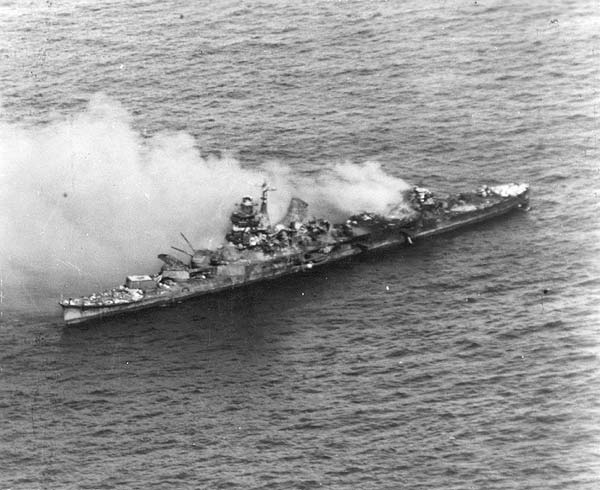
Le Mikuma, en flammes, à la bataille de Midway

Le 1er mai 1942, le contre-amiral Kurita est promu vice-amiral. La 7e Division de Croiseurs n'a pas pris part à la bataille de la Mer de Corail et a rejoint, fin mai, la 2e Flotte du vice-amiral Kondō, pour assurer la couverture des troupes qui devaient débarquer à Midway. Mais le 5 juin, pendant l'approche, les navires du vice-amiral Kurita ont été repérés par le sous-marin USS Tambor (en). Une erreur de manœuvre du Mikuma, au cours d'un mouvement d'évitement de ce submersible, a entrainé un abordage avec le Mogami. Très ralentis, les deux navires ont alors mis le cap à petite vitesse vers l'île de Wake. Attaqués, le lendemain 6 juin, à deux reprises, par l'aviation américaine basée à Midway, sans résultats, puis par des bombardiers en piqué Dauntless des USS Enterprise et Hornet, les deux croiseurs ont alors été touchés, à plusieurs reprises chacun, et le Mikuma a été coulé,, tandis que le Mogami réussissait à rentrer à Truk puis au Japon.

### Commandant de la3edivision de cuirassés, devant Guadalcanal
Fin juin 1942, le vice-amiral Kurita quitte la 7e Division de Croiseurs, à la tête de laquelle le contre-amiral Nishimura le remplace, et reçoit en juillet le commandement de la 3e Division de Cuirassés, qui est constituée du Kongō et du Haruna, rattachée à la 2e Flotte. En août à l'arsenal de Kure pour recevoir de nouveaux équipements, la 3e Division de Cuirassés n'a pas participé à la bataille des Salomon orientales, du 23 au 25 août 1942. En septembre, basée à Truk, elle participe au sein de la 2e flotte et en coopération avec la 3e flotte du vice-amiral Nagumo, à la couverture éloignée des opérations de renforcement des forces japonaises à Guadalcanal.
Début octobre, la 3e division de cuirassés devient la Force de Bombardement d'Urgence de la 2e Flotte, et le lendemain de la bataille du cap Espérance (12 octobre 1942) où la 6e division de Croiseurs du contre-amiral Goto a été repoussée avant d'avoir pu bombarder l'aérodrome d'Henderson Field, le vice-amiral Kurita a emmené ses deux cuirassés rapides effectuer un violent bombardement de nuit sur l'aérodrome tenu par les Marines. Près de huit cent soixante-dix obus de 356 mm sont tirés, dont une centaine de nouveaux obus explosifs incendiaires et à fragmentation dits de type “sankaidan”. Près de cinquante avions y ont été détruits, soit plus de la moitié des avions qui s'y trouvaient. Les jours suivants, ce sont les croiseurs lourds de la 8e Flotte, qui ont bombardé de nuit les positions américaines de Guadalcanal.
Après la bataille des îles Santa Cruz, où la 3e Division de Cuirassés n'a pas subi de dégâts significatifs, elle a assuré la couverture éloignée des opérations qui ont abouti aux batailles des 12-13 et 14-15 novembre 1942, au cours desquelles ont été coulés le Hiei et le Kirishima, puis au début de 1943, à l'évacuation de Guadalcanal. Le 9 août 1943, le vice-amiral Kurita est nommé à la tête de la 2e Flotte, en remplacement de l'amiral Kondō.

### Comme commandant-en-chef de la2eflotte
Au début de 1944, l'organisation des forces navales japonaises a évolué. La Flotte combinée a été remplacée, en tant qu'unité opérationnelle, par la Flotte Mobile au commandement de laquelle a été nommé le vice-amiral Ozawa qui avait déjà succédé à la tête de la 3e flotte au vice-amiral Nagumo, appelé à des commandements à terre. Après les violentes attaques aériennes de l'aviation embarquée américaine sur l'atoll de Truk (opération Hailstone du 18 février 1944), puis sur les Palaos fin mars, les grands bâtiments japonais eurent pour bases les mouillage des îles Lingga, au sud de Singapour, et de Tawi-Tawi, en mer de Sulu.

#### À la bataille de la mer des Philippines

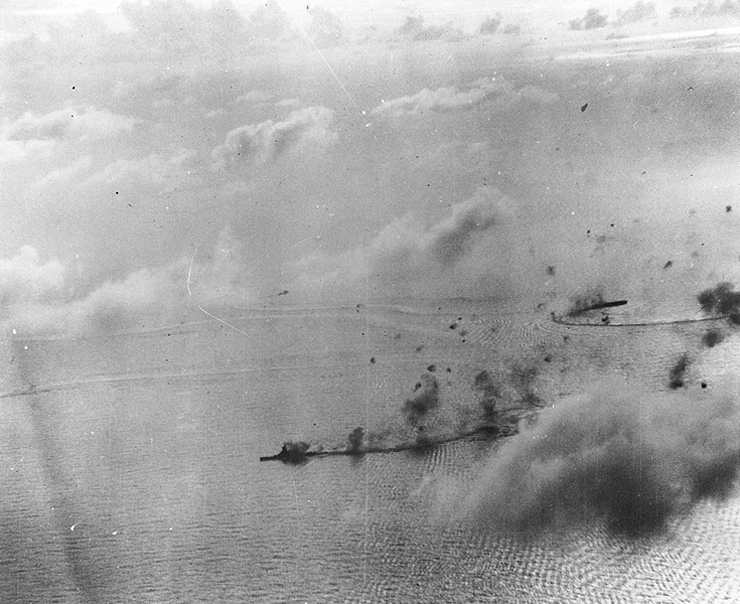
Le Kongō, ou le Haruna, pendant la bataille de la mer des Philippines, avec, à droite, le porte-avions léger Chiyoda

Pour l'exécution du Plan A-Gō de défense des îles Mariannes, dans une “bataille décisive”, le vice-amiral Kurita a été mis à la tête de la “Force d'Avant-Garde” (ou Force “C”) de la Flotte Mobile aux ordres du vice-amiral Ozawa, avec quatre cuirassés, dont les deux cuirassés géants Yamato et Musashi, trois porte-avions légers, huit croiseurs lourds et un croiseur léger, le vice-amiral Ozawa commandant personnellement la Force “A”, avec trois porte-avions lourds (le très récent grand porte-avions Taihō, et les deux grands porte-avions rapides Shōkaku et Zuikaku, vétérans de l'attaque de Pearl-Harbor), deux croiseurs lourds et un croiseur léger, une Force “B”, aux ordres du contre-amiral Jōjima étant constituée des deux porte-avions de second rang (paquebots transformés ne dépassant pas 25 nœuds) de la classe Hiyō et du porte-avions Ryūhō, du cuirassé Nagato et du croiseur lourd Mogami. Au cours de la bataille de la mer des Philippines, la 5e flotte de l'amiral Spruance a mené d'abord un combat défensif, et au demeurant extraordinairement efficace, contre l'aviation embarquée japonaise du vice-amiral Ozawa, tandis que deux sous-marins américains coulaient deux des trois grands porte-avions rapides japonais le 19 juin 1944. Le 20 juin, l'aviation embarquée américaine a réussi à couler le porte-avions Hiyō de la Force “B”, tandis qu'au sein de la “Force d'Avant-Garde” du vice-amiral Kurita, le porte-avions léger Chiyoda et le cuirassé rapide Haruna étaient légèrement endommagés.

#### À la bataille pour le golfe de Leyte
Le plan Sho-Gō de défense des Philippines a dû tenir compte, pour l'ordre de bataille japonais, de la débâcle qu'avait été, pour l'aéronautique navale japonaise, la bataille des 19-20 juin 1944, pour la défense des îles Mariannes. Le nombre des appareils et de pilotes expérimentés était tombé si bas, de l'ordre de la centaine, que, malgré sa désignation, la “Force de Frappe” de la Marine impériale japonaise n'était plus l'escadre des porte-avions, tous placés sous les ordres directs du vice-amiral Ozawa mais les navires porte-canons, sept cuirassés, et treize croiseurs lourds, rassemblés pour la plupart dans la Force d'Attaque de Diversion no 1 aux ordres du vice-amiral Kurita. L'intention de manœuvre était une attaque en tenaille, par le nord et par le sud du golfe de Leyte, contre les forces amphibies américaines, qui ont commencé à débarquer le 20 octobre sur la côte orientale de l'île de Leyte. Les navires aux ordres du vice-amiral Kurita ont quitté le mouillage des îles Lingga, dès le 18 octobre, pour aller refaire leurs pleins en baie de Brunei à Bornéo. Ils en sont repartis le 22, la force principale aux ordres directs du vice-amiral Kurita devant passer par le détroit de San-Bernardino et contourner par le nord et l'est l'île de Samar, pour entrer par le nord, dans le golfe de Leyte, le 25 au matin, et y retrouver les deux cuirassés de la Force du vice-amiral Nishimura, passés par le détroit de Surigao, au sud. Les porte-avions du vice-amiral Ozawa n'avaient plus pour mission que d'attirer sur eux les porte-avions rapides de la IIIe flotte, commandée par l'amiral Halsey, qui devait assurer la couverture éloignée de l'opération de débarquement sur Leyte (Opérationn King Two). La contrepartie en était évidemment que la couverture aérienne des forces à la mer devait être assurée par l'aviation basée à terre, mais faute d'une coordination correctement établie, les navires du vice-amiral Kurita ne bénéficieront pas d'une couverture de chasseurs contre l'aviation embarquée américaine, pendant les batailles du 24 et du 25 octobre.

##### En mer de Sibuyan
Mais dans la nuit du 22 au 23, le long de la côte ouest de Palawan, deux sous-marins américains ont repéré la Force d'Attaque de Diversion no 1 du vice-amiral Kurita, l'ont attaquée et ont coulé deux croiseurs lourds, parmi lesquels l'Atago, le navire amiral. L'amiral a été repêché par un destroyer et plusieurs heures se sont passées avant qu'il ait pu hisser sa marque à bord du Yamato. Plus grave, l'Atago disposait d'importants équipements de communications et d'un personnel spécialisé dans ce domaine, qui ont gravement fait défaut dans les batailles qui ont suivi.
Le surlendemain, après que les reconnaissances aériennes de la IIIe flotte américaine eurent révélé l'ampleur de l'attaque japonaise par le nord et par le sud du golfe de Leyte, l'amiral Halsey, en butte aux attaques de l'aviation japonaise basée à terre, qui contrariaient sa recherche des porte-avions du vice-amiral Ozawa, a concentré les attaques de ses porte-avions rapides sur les cuirassés de la “Force centrale”, c'est-à-dire celle du vice-amiral Kurita, ainsi désignée par les Américains, et qui se trouvait alors en mer de Sibuyan.

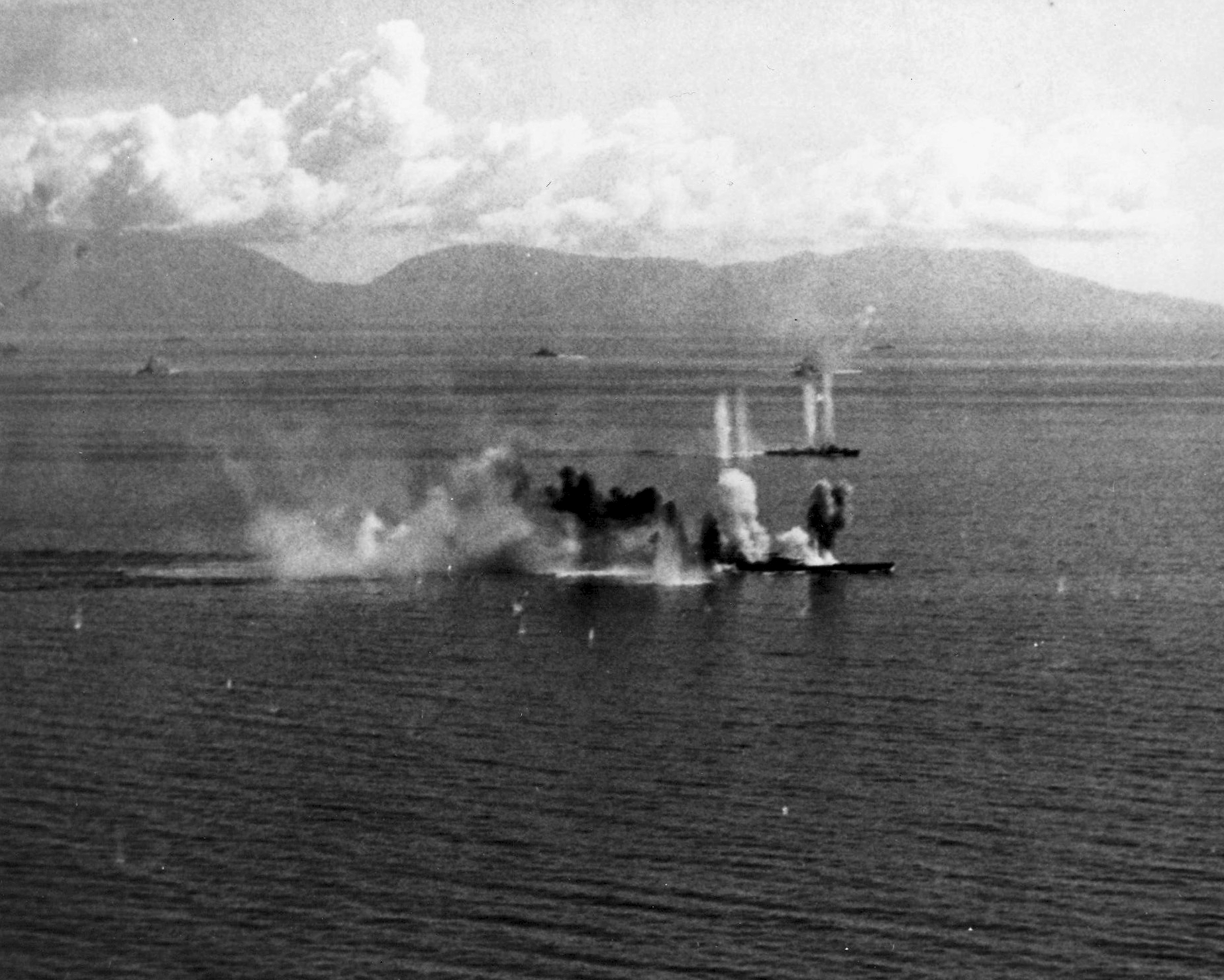
Le Musashi, sous les bombes américaines, en mer de Sibuyan, le 24 octobre 1944

Le Musashi a subi onze vagues de bombardiers-torpilleurs et bombardiers en piqué, il a perdu de la vitesse et de la flottabilité. Le cuirassé rapide Haruna et le Nagato ont également été touchés, le croiseur lourd Myōkō a dû rebrousser chemin. En début d'après-midi, le vice-amiral Kurita a fait faire demi-tour à ses navires, en attendant le résultat des attaques de l'aviation basée à terre contre les navires américains, s'est-il justifié auprès de l'amiral Toyoda.

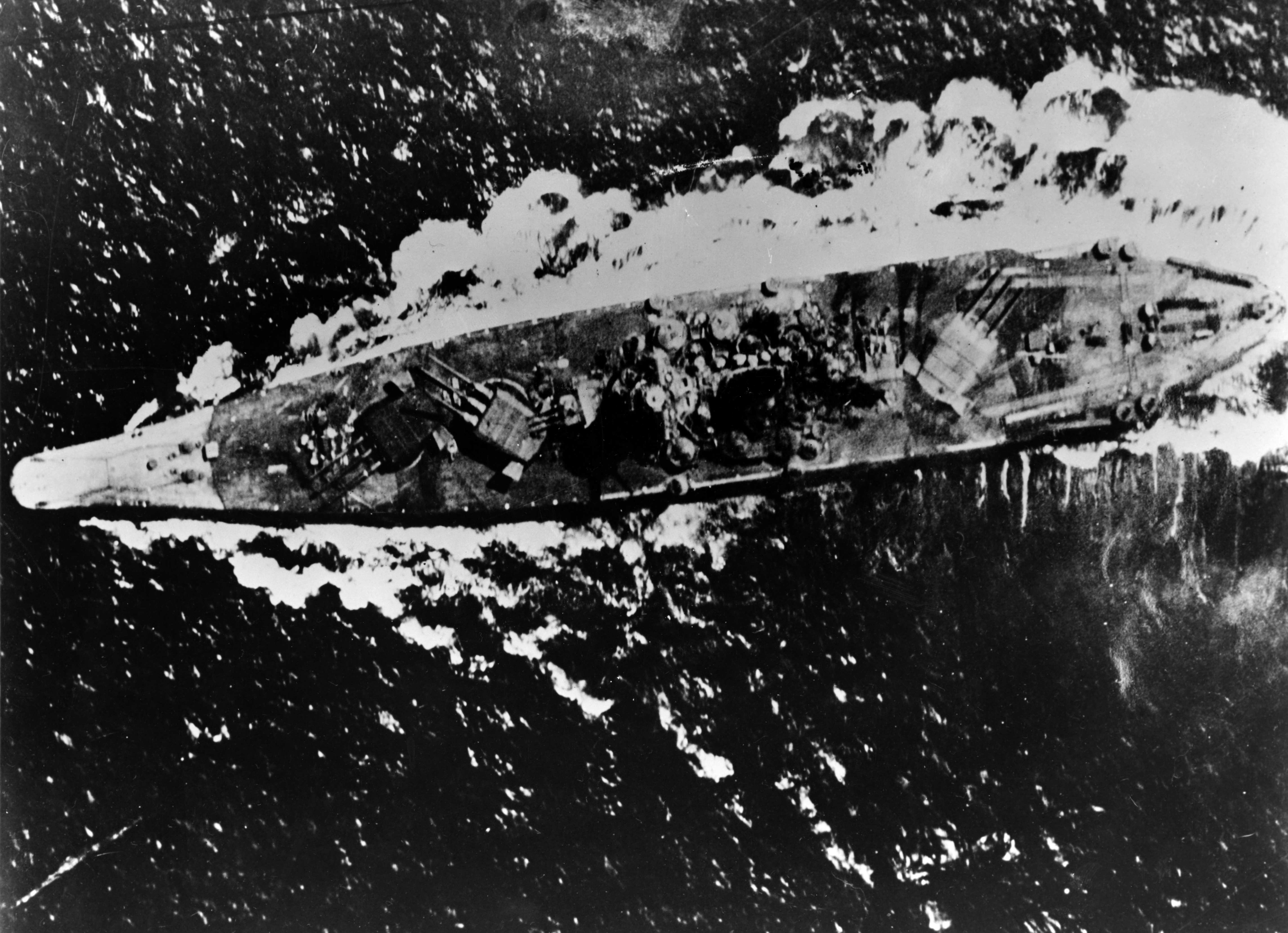
Le, en mer de Sibuyan, dans la journée du 24 octobre 1944.

Ceci a convaincu l'amiral Halsey que la progression de la “Force centrale” était enrayée. Et comme les porte-avions du vice-amiral Ozawa ont été enfin repérés à ce moment, à 130 nautiques au nord de Luçon, il en a conclu qu'il convenait de faire face à cette « nouvelle et puissante menace », et il a fait mettre cap au nord à l'ensemble de ses forces. Mais le vice-amiral Kurita a finalement décidé de reprendre le chemin du détroit de San-Bernardino. Il a été conforté dans cette attitude par un message grandiloquent de l'amiral Toyoda, « Confiante dans l'aide de Dieu, la force entière attaquera », ce qui, dans l'esprit du commandant-en-chef japonais, signifiait que la flotte devait avancer, et s'en remettre à l'aide divine pour ce qui était des pertes qu'elle subirait, et le vice-amiral Kurita l'a compris ainsi. Vers 19 h 30, le Musashi a fini par chavirer, mais dans la nuit, la Force d'Attaque de Diversion du vice-amiral Kurita a franchi le détroit de San-Bernardino. Ce mouvement n'a pas échappé aux reconnaissances américaines, et a été signalé à plusieurs reprises à l'amiral Halsey, qui n'en a pas moins continué à filer, cap au nord, avec la totalité des porte-avions rapides et des cuirassés modernes de la Task Force 38, vers les porte-avions du vice-amiral Ozawa. Jusque-là, le Plan Sho-Go fonctionnait.

##### Au large de Samar

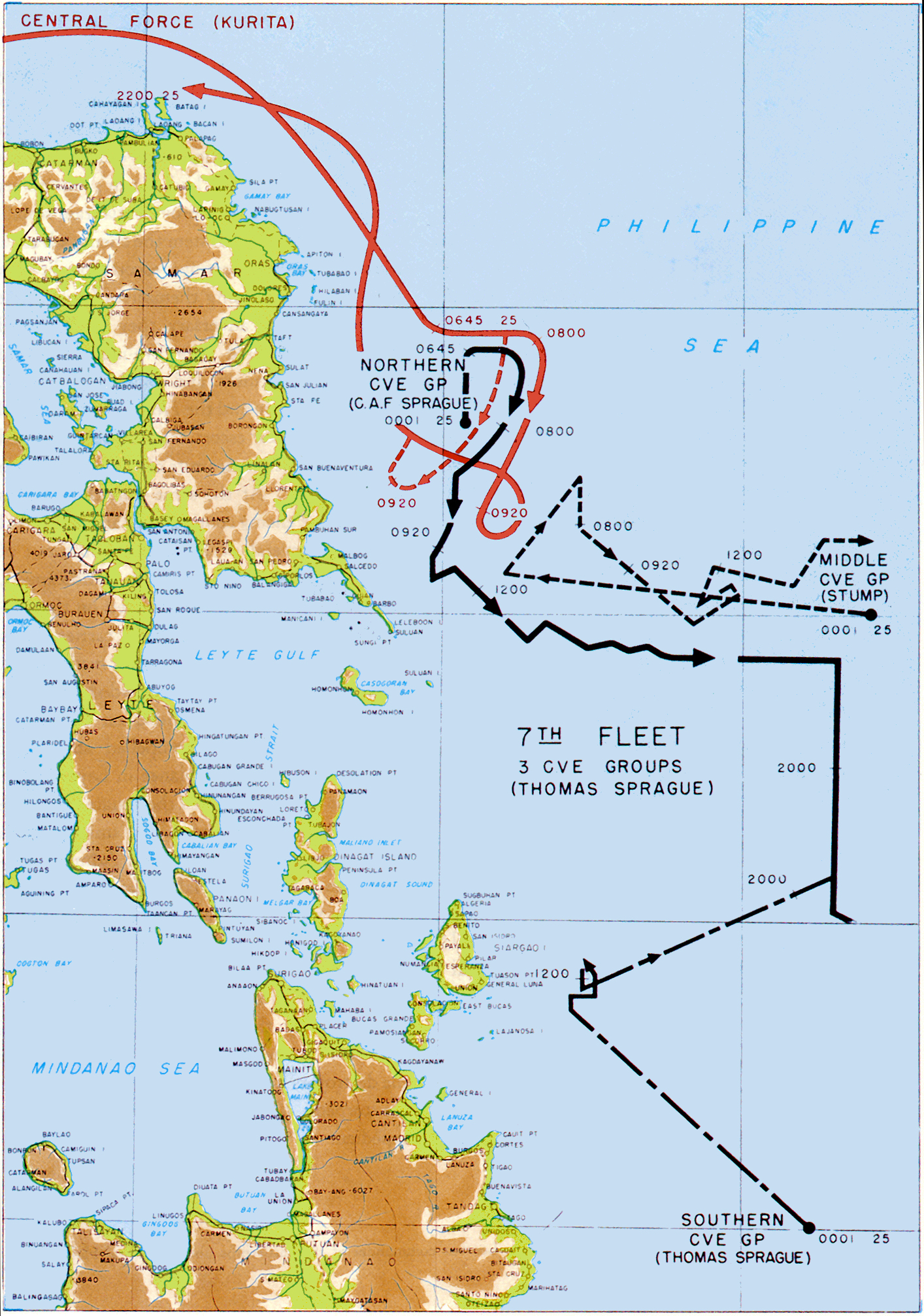
La bataille au large de Samar.

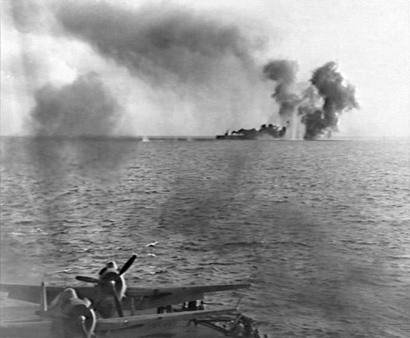
L', sous le feu japonais, vu depuis l', le 25 octobre 1944 au large de Samar.

Le 25 octobre 1944, avant 7 h, la Force d'Attaque et de Diversion no 1 du vice-amiral Kurita, qui avançait à 25 nœuds, cap au sud-sud est, au large de la côte orientale de l'île de Samar, a été repérée par les premières patrouilles de reconnaissance aérienne du Groupe d'Appui des Porte-avions de la VIIe Flotte américaine (TG 77.4), et les vigies japonaises ont bientôt aperçu devant eux six porte-avions, et ce qu'il leur a semblé être trois croiseurs et deux destroyers, route à l'ouest, à 14 nœuds. Les porte-avions n'ont pas été identifiés, certains ont cru, un court instant, qu'ils étaient japonais. Pensant se trouver face aux porte-avions de la IIIe Flotte de l'amiral Halsey, le vice-amiral Kurita a ordonné « Attaque Générale ! ». À 6 h 58, le Yamato a ouvert le feu avec ses pièces de 460 mm, et d'énormes gerbes colorées sont tombées dangereusement près des porte-avions d'escorte de Taffy 3, l'unité la plus au nord du TG 77.4, qui avait pour mission l'appui rapproché des unités débarquant sur les plages de l'île de Leyte. Comme les porte-avions ont mis le cap à l'est à 16 nœuds, pour lancer leurs avions, le vice-amiral Kurita a fait prendre une route convergente, un peu au sud de l'est, et la vitesse supérieure des navires japonais les faisait se rapprocher rapidement. Un grain de pluie va alors, vers 7 h 20, masquer momentanément les bâtiments américains et leur permettre de mettre cap au sud, pour se rapprocher des autres unités du TG 77.4. Aussitôt qu'ils ont été de nouveau visibles des navires japonais, ceux-ci ont repris la chasse, cap au sud, les destroyers sur le flanc droit, les croiseurs sur le flanc gauche et les cuirassés talonnant les porte-avions.

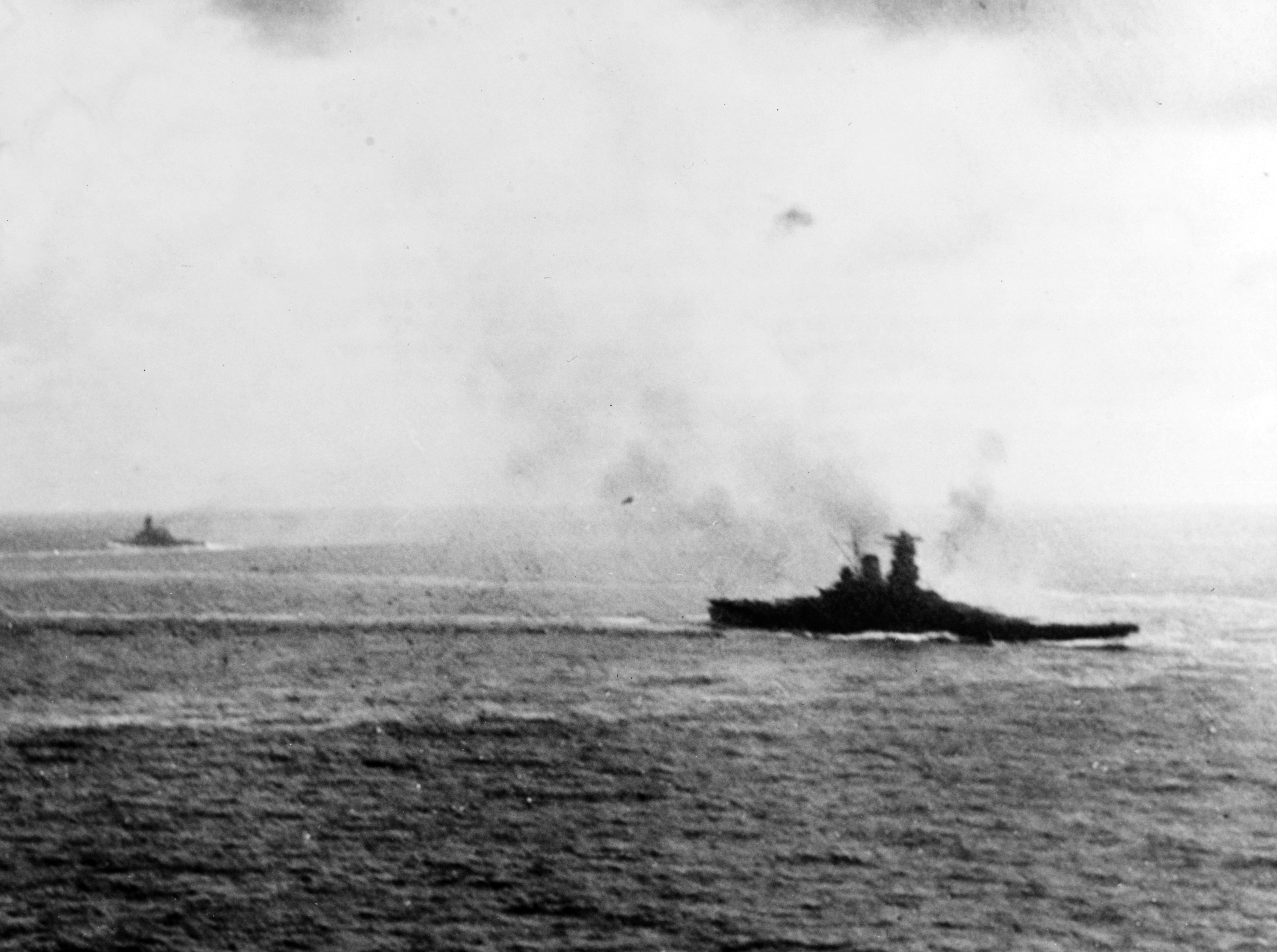
Le Yamato, pendant la bataille au large de Samar, le 25 octobre 1944, curieusement à contre-bord d'un autre cuirassé, visible sur la gauche.

Les porte-avions ont commencé à souffrir, même si les obus de pénétration des cuirassés, conçus pour exploser après avoir frappé des blindages épais, faisaient long feu en perforant les tôles minces des porte-avions d'escorte. À 7 h 30, les navires d'escorte des porte-avions sont passés à l'attaque, à la torpille, manquant de peu le Kongō, contraignant le Kumano à abandonner le champ de bataille, et le Yamato à sortir momentanément de la ligne, et criblant d'obus de 127 mm les superstructures des croiseurs lourds et des cuirassés. L'aviation embarquée sur les porte-avions du TG 77.4 n'a pas cessé, quant à elle, d'attaquer les navires japonais, dans des conditions parfois acrobatiques : certains porte-avions ont ainsi recueilli des appareils de quatre autres porte-avions trop endommagés pour récupérer les leurs, tandis que des pilotes sont allés se ravitailler et se réarmer sur les pistes situées à proximité des plages de débarquement, pour revenir ensuite à l'attaque.

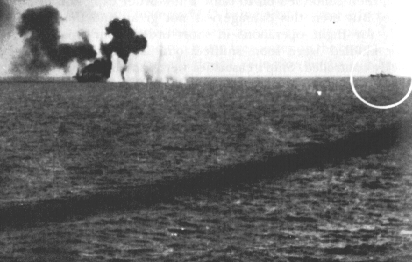
Le porte-avions USS Gambier Bay sous le feu de bâtiments japonais, dont un croiseur lourd est visible à l'horizon à droite

Mais, au bout de deux heures de combats, pendant lesquelles les équipages américains ont fait preuve d'une détermination et d'une pugnacité extraordinaires, la supériorité japonaise est manifeste, le porte-avions USS Gambier Bay, accablé sous les coups du Chikuma, avait coulé vers 8 h 45, et à 9 h 30, un petit destroyer d'escorte qui avait réussi à s'approcher à 2 500 mètres du Chokai pour lui loger une torpille dans la poupe, a dû être abandonné, tandis que trois destroyers de la classe Fletcher se trouvaient près de couler bas.

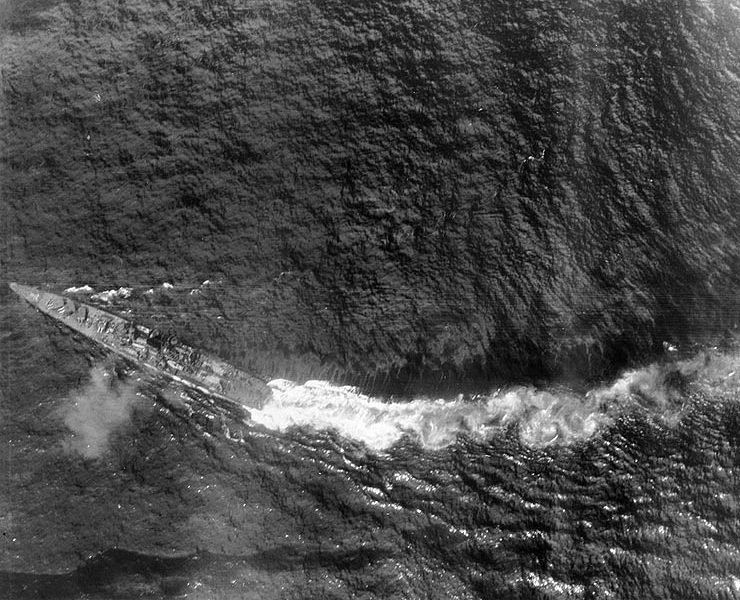
Le utilise ses hélices pour tenter de réduire les effets provoqués par une torpille qui a endommagé son gouvernail.

Les navires japonais et en particulier les croiseurs lourds ont aussi encaissé des coups très durs. Attaqué par des “Avengers”, touché sur une plate-forme lance-torpilles, dont l'explosion endommage ses machines, le Suzuya a dû être abandonné. Le destroyer Okinami en récupère quelque 400 marins avant de le saborder. Le Chikuma, attaqué par l'aviation des USS Natoma Bay, USS Manila Bay, USS Kitkun Bay, et Ommaney Bay va finir sabordé par le destroyer Nowaki qui recueille ses rescapés. Le Chokai subit les attaques des “Avengers” du USS Kitkun Bay, alors que l'USS White Plains, avec son unique canon de 127 mm lui endommage ses plates-formes lance-torpilles bâbord, qui en explosant mettent ses machines hors de combat et l'immobilisent. C'est le destroyer Fujinami qui recueille ses rescapés et le saborde,
Alors que la situation apparaît désespérée aux yeux du vice-amiral Kinkaid, commandant de la VIIe flotte américaine, le vice-amiral Kurita, vers 9 h 30, a donné l'ordre de faire demi-tour, c'est-à-dire d'arrêter la poursuite
Les motivations du vice-amiral Kurita n'ont jamais été complètement éclaircies, mais d'après son chef d'état-major, le contre-amiral Koyanagi,
il semble qu'il a d'abord voulu réorganiser sa formation, très dispersée par près de trois heures de combats. Mais il a ensuite longuement débattu avec son état-major de la conduite à tenir. Les faiblesses des communications et du renseignement au sein des forces japonaises étaient flagrantes, il ne savait pas si le vice-amiral Ozawa avait réussi à attirer les porte-avions rapides de l'amiral Halsey, ce qui était le cas, il ne savait pas si le vice-amiral Nishimura avait réussi à franchir le détroit de Surigao, ce qui n'était pas le cas. Enfin il ignorait la position exacte des porte-avions rapides et des cuirassés modernes américains. Dès lors, entrer dans le golfe de Leyte avec six heures de retard, pour y couler des transports qui avaient sans doute déjà débarqué leur cargaison, lui est apparu comme « tomber dans un piège de l'ennemi », en le mettant à la merci d'attaques de la IIIe Flotte.

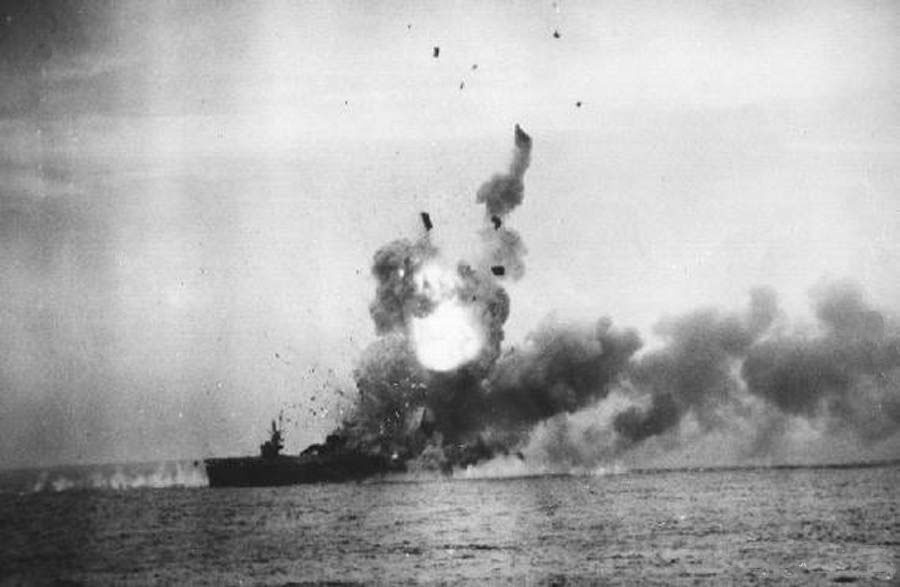
L'USS St.Lo a été le premier bâtiment de l'US Navy coulé par une attaque d'avion-suicide

Pour autant, après la fin des combats au canon, la bataille continuait. Deux des trois destroyers américains de la classe Fletcher ont finalement coulé. Mais surtout des acteurs nouveaux vont intervenir. Sans que le vice-amiral Kurita en fût prévenu, les vice-amiraux Ōnishi et Fukodome, commandants les 1re et 2e flottes aériennes japonaises, basées aux Philippines, sachant la mission de sacrifice de la Flotte, ont pensé qu'il leur fallait agir avec autant de détermination et d'esprit de sacrifice et ils ont décidé d'engager la Force Spéciale d'Attaque, plus connue sous l'appellation de Kamikaze. Les porte-avions d'escorte qui n'étaient pas sous le feu des navires de surface japonais avaient été les premières cibles, (USS Sangamon, USS Suwannee, USS Santee, USS Petrof Bay), dès le matin. Mais à 10 h 49, les porte-avions d'escorte de Taffy 3 ont été attaqués à leur tour, et dès 11 h, l'USS St. Lo était si endommagé qu'il fallut l'abandonner. Il a coulé à 11 h 25,. Du côté américain, un puissant raid aérien de l'aviation embarquée du Task Group 38.1, rappelé par l'amiral Halsey, a atteint, vers 13 h, à l'extrême limite de son rayon d'action, la Force centrale du vice-amiral Kurita. Celui-ci a alors mis le cap au nord, pensant trouver la IIIe flotte au nord-est du détroit de San-Bernardino, alors qu'elle était bien plus au nord, à plus de deux cents nautiques. Dans l'après-midi, ayant appris, que la flotte du vice-amiral Nishimura avait été détruite dans le détroit de Surigao, et que les porte-avions du vice-amiral Ozawa avaient été mis hors de combat, alors que continuaient les attaques de l'aviation embarquée américaine, il a, vers 17 h 30, mis le cap, à 24 nœuds, sur le détroit de San-Bernardino, qu'il a franchi vers 22 h, alors que l'amiral Halsey, revenant à pleine vitesse, ne se trouvait plus qu'à deux heures de mer.
Dans la nuit, les croiseurs qui accompagnaient les cuirassés rapides de l'amiral Halsey ont intercepté le destroyer Nowaki l'ont coulé, avec tout son équipage et tous les rescapés du croiseur Chikuma. Le lendemain 26 octobre, les TG 38.1 et 38.2 réunis ont attaqué la “Force Centrale” en mer de Sibuyan dans le détroit de Tablas, sans grands résultats, mais ont réussi à sévèrement endommager par ailleurs le Kumano, déjà avarié, qui a finalement réussi à gagner Manille.
De retour au Japon, le vice-amiral Kurita a été remplacé à la tête de 2e flotte, par le vice-amiral Itō, qui venait de quitter les fonctions de vice-chef d'état-major général de la Marine, qu'il avait occupées depuis septembre 1941. Il a été nommé, le 15 janvier 1945, à la direction de l'Académie navale impériale du Japon.
Takeo Kurita est resté, jusqu'à la fin de ses jours, en décembre 1977, extrêmement peu loquace sur les raisons de ses décisions au cours de la bataille du Golfe de Leyte. Il est enterré au grand cimetière de Tama à Fuchū, à Tokyo.